# Siverek

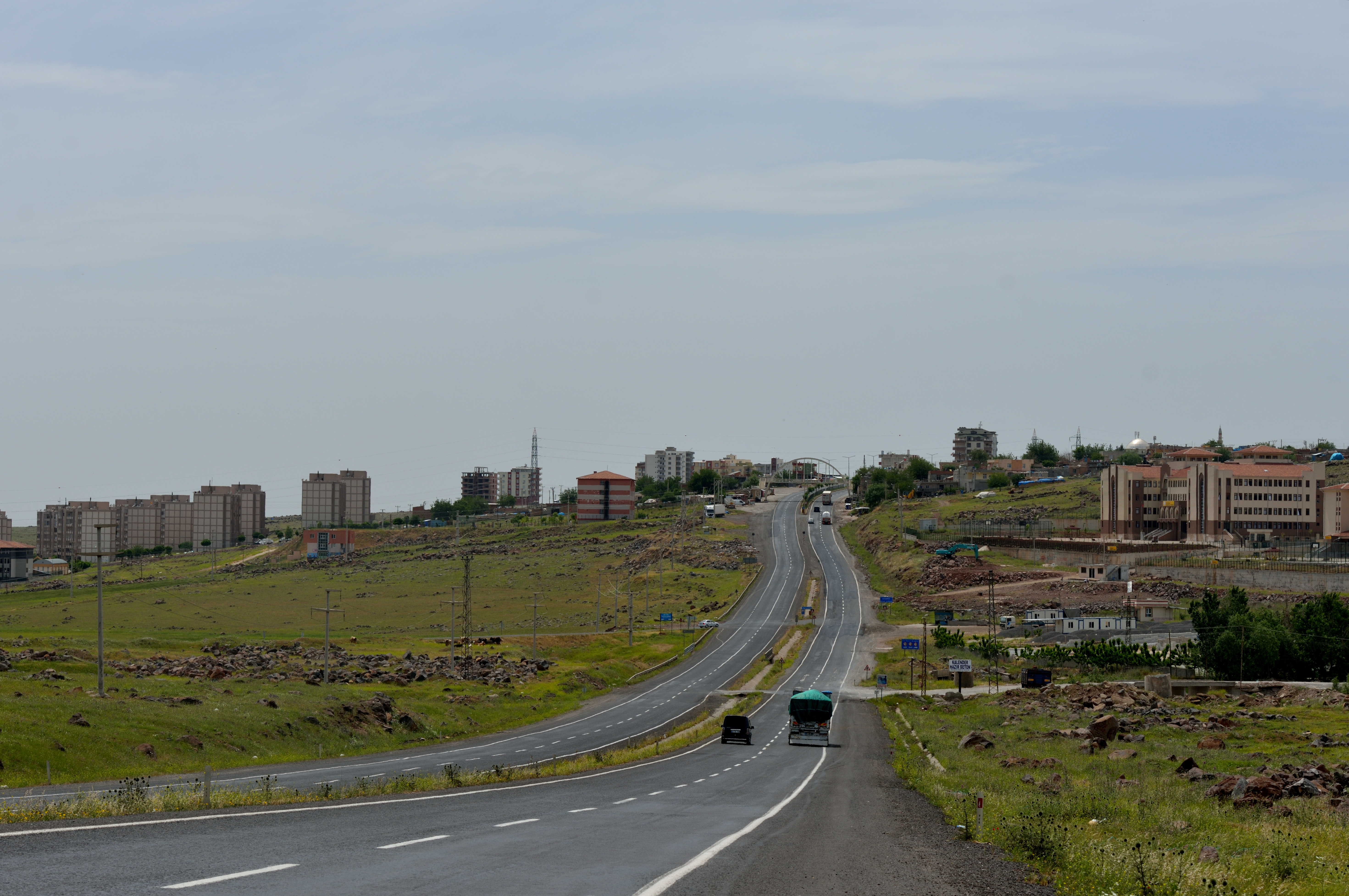
Siverek

Siverek (kurdisch Sêwreg) ist eine Stadtgemeinde in Şanlıurfa im Südosten der Türkei, deren Gebiet sich mit dem des gleichnamigen İlçe (Landkreis) deckt. Die Gemeinde gehört zur Şanlıurfa Büyükşehir Belediyesi (Großstadtgemeinde/Metropolprovinz) und bildet eine von deren Stadtteilsgemeinden.

Siverek gehört zwar zur Provinz Şanlıurfa, ist aber geschichtlich und geografisch enger mit Diyarbakır, das ungefähr 83 km entfernt ist, verbunden. Zur Zeit des Osmanischen Reiches gehörte Siverek als ein Kaza (Unterbezirk) zum Vilayet Diyarbakır, und die Bewohner Sivereks sind dafür bekannt, dass sie sich auch heute noch widerwillig als ein Teil Şanlıurfas sehen.
Auf dem Land leben meistens Zazas und Kurden. Es gibt auch eine turkmenische Gemeinde im Dorf Karacadağ und eine kleine Anzahl Araber. Die Menschen leben von der Landwirtschaft und als Saisonarbeiter in den Dörfern des benachbarten Diyarbakır.

## Verwaltung
Der Landkreis wurde 1926 gebildet. Ende 2012 bestand er aus der Kreisstadt (227.017 Einw.) und zwei weiteren Gemeinden (Belediye): Gürakar mit 4.332 und Kapıkaya mit 4.351 Einwohnern. Des Weiteren gehörten noch 149 Dörfer (Köy) zum Kreis mit einer Gesamtbevölkerungszahl von 97.778, zusammengefasst in sieben Bucaks:
- Bucak: 18 Dörfer mit 10.584 Einw.;
- Çaylarbaşı: 14 / 5.152;
- Dağbaşı: 11 / 6.398;
- Karacadağ: 39 / 38.580;
- Karakeçi: 24 / 10.281;
- Şekerli: 23 /12.858 sowie
- zentraler Bucak (Merkez Bucağı) mit 20 Dörfer mit 13.925 Einw.

Die Dörfer sowie die beiden Gemeinden (mit ihren aufgelösten elf Mahalles) wurden im Zuge der Verwaltungsreform 2013 in Mahalles überführt, die 21 der Kreisstadt blieben unverändert erhalten. Die Zahl der Mahalles stieg damit von 32 auf 174. Gegenwärtig gliedert sich Siverek in 180 Mahalles mit durchschnittlich 1.480 Bewohnern (Stand Ende 2020), Ayvanat ist mit 16.977 das bevölkerungsreichste Stadtviertel.

## Politik
Wie in anderen Orten in Şanlıurfa stehen das Gewerbe und die Politik in Siverek unter sehr starkem Einfluss und sogar ganz unter der Kontrolle eines mächtigen Aşirets. Siverek ist die Heimat von Sedat Edip Bucak, der ein ehemaliger Abgeordneter der DYP war und den Autounfall in Susurluk überlebte. Er ist der Führer des Bucak-Clans, die seit Gründung der Türkei im Parlament für Siverek saßen. Sedat Edip Bucak ist immer noch ein Freund des ehemaligen Vorsitzenden der DYP Mehmet Ağar.
Die Mitglieder des Bucak-Clans sind Zazas, die im 19. Jahrhundert aus dem nahen Diyarbakır nach Siverek kamen. Sie waren immer loyal gegenüber dem Staat, besonders während des Scheich Said Aufstands in den 1920er Jahren. Sie waren Anhänger der Demokrat Parti des Adnan Menderes, überlebten aber den Militärputsch von 1960. Die Bucaks waren auch aktiv im Kampf gegen die separatistische PKK. In den 1970ern wurde der Bucak-Clan zum Ziel der PKK. Hunderte Mitglieder des Clans wurden während dieser Zeit vom Staat zu Dorfschützern in Siverek und Hilvan ernannt. Das Gebiet wurde zum Schauplatz von Angriffen auf Politiker aller Richtungen.
Andere große Clans sind die Kırvar, İzol, Kejan, Karakeçililer, Karahanlı, Kalender, Babij. Kämpfe und Misstrauen unter den Clans sind nicht selten.

## Etymologie
Während seiner langen Geschichte änderte sich der Name des Ortes oft.
- In byzantinischen und armenischen Quellen wird der Name Sevaverek verwendet; er bedeutet aus dem Armenischen Սեւավերակ übersetzt so viel wie Schwarze Ruinen, nach der Farbe der Steine der Gegend.
- Die Sasaniden nannten die Stadt nach der roten Erde Surk.
- Die Perser benutzen den Namen Serrek. Im Namen steckt das Wort Ser für Kopf drin.
- Die Araber nannten die Stadt as-Suwaidāʾ (der Name eines im Scherefname erwähnten Kurdengeschlechts), was die Schwarze und die Liebe bedeutet.
- Ein anderer türkischer Name ist Kankalesi, was Blutburg bedeutet.

## Persönlichkeiten
- Faruk İremet (* 1965), zazaischer türkisch-schwedischer Schriftsteller und Verleger
- Mehmed Uzun (1953–2007), kurdischer Schriftsteller
- Adlan Canlıka (* 1989), türkischer Fußballspieler
- İbrahim Ülüm (* 1983), türkischer Fußballspieler
- Mehmet Tanrıverdi (* 1962), deutsch-kurdischer Unternehmer und Verbandsfunktionär